# Porcupine
Porcupine (anglicky Porcupine River) je řeka v teritoriu Yukon na severozápadě Kanady a ve státě Aljaška v USA. Je 953 km dlouhá. Povodí má rozlohu 78 000 km².

## Průběh toku
Pramení v pohoří Nahanni, jež je součástí systému Mackenzie. Ústí zprava do Yukonu.

## Vodní režim
Zdrojem vody jsou převážně sněhové srážky. Nejvyšších vodních stavů dosahuje v červnu a červenci. Zamrzá v říjnu a rozmrzá v dubnu.

## Využití
Na dolním toku je možná vodní doprava pro menší lodě.